# 鬬勃
鬬勃（？—前627年），芈姓，鬬氏，字子上，春秋时期楚国的令尹。
前632年，城濮之战前，成得臣派鬬勃向晋国下战书：“请与君之士戏，君冯轼而观之，得臣与寓目焉。”城濮之战时，成得臣率领中军；鬬宜申（子西）率领左军，申息二县的部队；鬬勃率领右军，陈蔡两国的军队。被栾枝、胥臣率领的晋国的下军击败。当初楚成王要立太子时，鬭勃以商臣蜂目而豺声反对。前627年，晋国阳处父伐蔡国，鬭勃率军救援。晋楚隔泜水扎营，阳处父请鬭勃渡河交战。鬭勃听从成大心的建议，没有追击阳处父。太子商臣以此陷害鬭勃，鬭勃被楚成王杀害。